# Laura Cha
Laura Cha, de son vrai nom Cha Shih May-lung (查史美倫, née le 5 décembre 1949) est une femme d'affaires et politicienne hongkongaise. Membre non-officiel du Conseil exécutif de Hong Kong, elle est présidente du groupe de travail préparatoire du Conseil de développement des services financiers et vice-présidente non exécutive de la HSBC.
Elle est membre du comité des 100 (en), une organisation politique et culturelle sino-américaine.

## Biographie
Née à Shanghai en 1949, peu après l'établissement de la République populaire de Chine, Cha et sa famille émigrent à Hong Kong quand elle est âgée de 2 ans.
Elle obtient un Bachelor en arts à l'université du Wisconsin à Madison et un Juris Doctor à l'université de Santa Clara.

## Carrière
En 1983, Cha est admise au barreau de l'État de Californie sous le nom de Laura May-lung Cha. Elle exerce le droit au sein de Pillsbury Winthrop Shaw Pittman (en), l'un des plus puissants cabinets d'avocats de San Francisco. Depuis 1994, elle ne pratique plus le droit en Californie.
Après son retour à Hong Kong, Cha continue à exercer le droit au sein de Coudert Brothers. Elle travaille à la Commission des valeurs mobilières et des contrats à terme (en) de 1991 à début 2001, en devenant vice-présidente en 1998.
Cha est la représentante de Hong Kong à la 11e Assemblée nationale populaire, la vice-Présidente du Conseil consultatif international de la Commission chinoise de réglementation des valeurs mobilières, la présidente du Comité des subventions universitaires (en), et est membre du conseil consultatif du Centre de gouvernance et de performance d'entreprise Millstein de l'université Yale.
Elle est vice-présidente de la Commission chinoise de réglementation des valeurs mobilières (en) de 2001 à 2004. Elle est nommée à ce poste par le Conseil des affaires de l'État de la république populaire de Chine et devient ainsi la première personne non originaire de Chine continentale à rejoindre l'administration centrale de la République populaire de Chine à un rang vice-ministériel. Elle doit renoncer à sa nationalité américaine pour occuper ce poste.
En 2012, Cha est nommée membre honoraire de l'Institut des valeurs mobilières et d'investissement de Hong Kong.
Elle est directrice non exécutive de Unilever depuis mai 2013.

## Polémique lors des manifestations de 2014 à Hong Kong
Dans un article du journal hongkongais The Standard, Cha aurait comparé la revendication des militants pro-Occupy pour la démocratie lors des manifestations de 2014 à Hong Kong à l'émancipation des esclaves afro-américains lors d'une conférence à Paris, demandant pourquoi le suffrage universel « ne pouvait pas attendre » pour les Hongkongais,. Ses propos sont critiqués sur les réseaux sociaux, et une pétition est lancée sur Change.org, affirmant que les signataires « ne supporteront pas ces remarques assimilant nos droits à l'esclavage, et nous ne supporterons pas ce genre de privation du droit de vote des électeurs qu'elle et ses associés tentent de perpétrer contre le peuple de Hong Kong, ».
En réponse, Cha déclare qu'elle n'avait en aucun cas fait de comparaison entre les manifestations de Hong Kong et l'émancipation des esclaves afro-américains. Dans son entretien, elle avait simplement souligné que dans chaque pays, le système électoral et les mécanismes de vote évoluaient avec le temps. Cela a été le cas en France, au Royaume-Uni, aux États-Unis et ailleurs. Elle a en outre expliqué que la décision de l'Assemblée nationale populaire du 31 août 2014 « était le début du chemin de Hong Kong vers la pleine démocratie, et que Hong Kong devrait accepter la situation d'aujourd'hui [...] et l'améliorer au fil du temps ».

## Vie privée
Cha est mariée et a deux enfants. Son mari, Victor Cha Mou-zing (en), est un important homme d'affaires de Hong Kong,. Elle a du renoncer à sa citoyenneté américaine afin de pouvoir entrer dans l'administration chinoise.

## Distinction
Le 12 mai 2011, Cha est fait membre du comité des 100 (en) pour ses contributions philanthropiques à l'enseignement supérieur lors du 20e gala de remise des prix à New York.